# Lyellia
Lyellia là một chi rêu trong họ Polytrichaceae.